# Bihastina dorsinotata
Bihastina dorsinotata är en fjärilsart som beskrevs av W. Warren 1906. Bihastina dorsinotata ingår i släktet Bihastina och familjen mätare. Inga underarter finns listade i Catalogue of Life.